# (4253) Märker
(4253) Märker ist ein Hauptgürtelasteroid, der am 11. Oktober 1985 von der US-amerikanischen Astronomin Carolyn  Shoemaker vom Palomar-Observatorium aus entdeckt wurde.